# Boningen
Boningen is een gemeente en plaats in het Zwitserse kanton Solothurn en maakt deel uit van het district Olten.

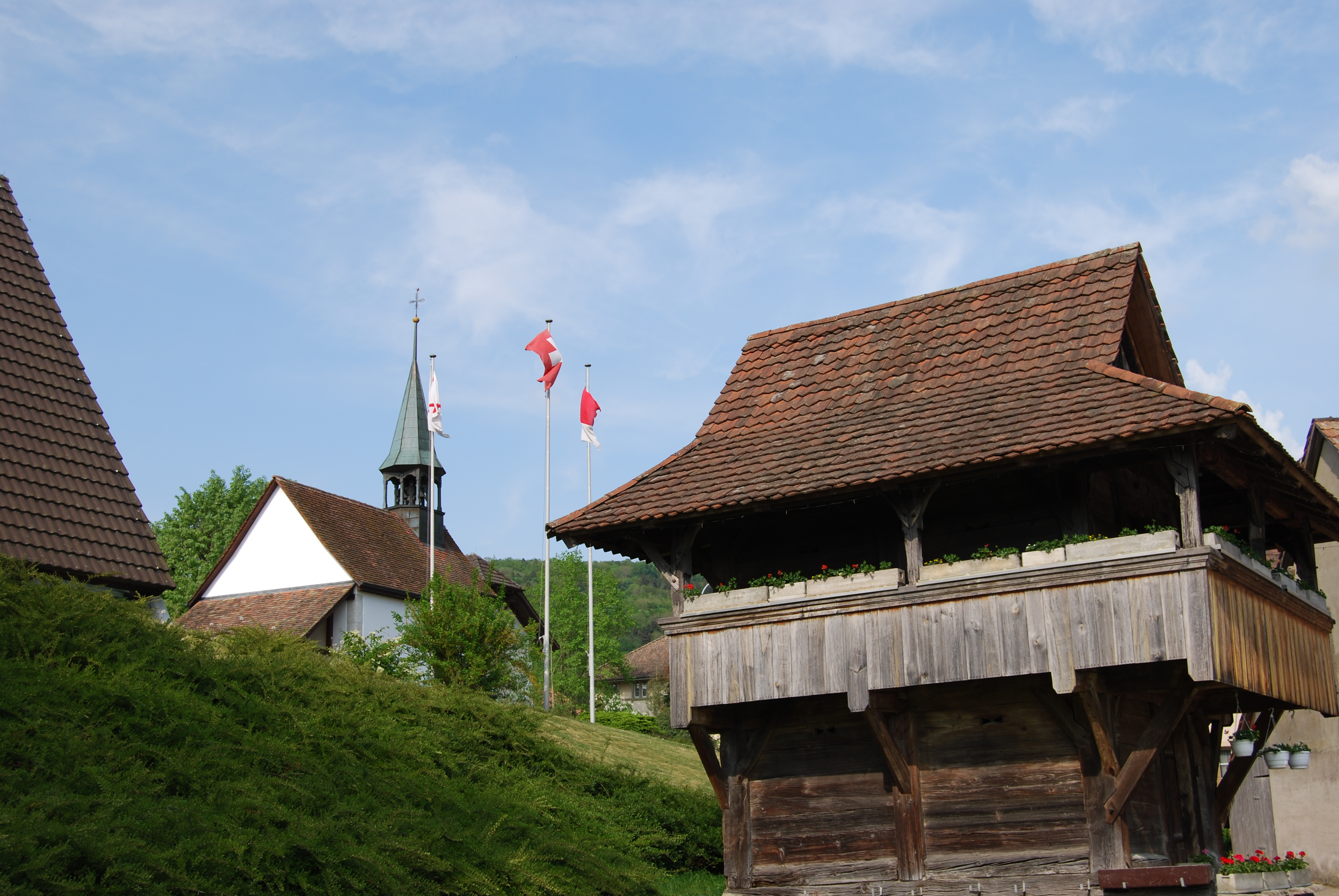
Boningen

Boningen telt 677 inwoners.